# Pini Balili
Pini Felix Balili (hebräisch פנחס פליקס "פיני" בלילי, Pinhas Felix „Pini“ Balili; * 18. Juni 1979 in Israel) ist ein ehemaliger israelischer Fußballspieler und heutiger Trainer. Er galt während seiner aktiven Zeit als Offensiv-Allrounder und ist beidfüßig. Seit Mitte der 2000er-Jahre besitzt er zudem die türkische Staatsbürgerschaft.

## Karriere

### Verein
Nach seiner Ausbildung bei Hapoel Tel Aviv von 1990 bis 1996 bekam Balili 1996 seinen ersten Profivertrag bei Shimshon Tel Aviv, wo er in seiner ersten Saison neun Spiele bestritt und ein Tor schoss. Von 1997 bis 2003 spielte er 115 Spiele für seinen Jugendverein in Tel Aviv und schoss 35 Tore. In der Saison 1999/00 wurde er mit der Mannschaft Israelischer Meister. 2003 wechselte er in die Türkei, wo er bis 2010 bei İstanbulspor, Kayserispor, Sivasspor und zum Schluss für ein Jahr bei Antalyaspor spielte. 2010 ging er zurück nach Israel und unterschrieben einen Vertrag bei Bne Jehuda Tel Aviv, wo er bis 2012 insgesamt 62-mal in der Liga auflief. Zur Saison 2012/13 begann er als Spielertrainer bei Maccabi Ironi Bat Yam. In 34 Spielen schoss er dabei 12 Tore.

### Nationalmannschaft
Balili spielte 1997 dreimal für die U-18 Israels. Drei Jahre später lief er viermal für die U-20 auf. Noch im gleichen Jahr gab er sein Debüt in der A-Nationalmannschaft. Bis 2007 spielte er insgesamt 29 Spiele für das Team und schoss sieben Tore.

## Trainer
2012 zog sich Balili aus dem Profifußball als Spieler zurück und begann als Spielertrainer bei Maccabi Ironi Bat Yam. Von 2013 bis 2014 betreute er die Mannschaft offiziell als Co-Trainer. 2014 wechselte Balili für ein Jahr als Trainer des Frauenteams zu Maccabi Holon, bevor er 2015 seinen ersten Cheftrainer-Posten bei Shikun HaMizrah übernahm.